# Circuit Bancaixa 07/08

Pòster del Circuit Bancaixa 07/08

La XVII Lliga Professional d'Escala i Corda del Circuit Bancaixa és el torneig cimera de la pilota valenciana en la modalitat d'Escala i corda celebrada entre els anys 2007 i 2008 i organitzada per ValNet. En un començament la Federació de Pilota Valenciana retirà el títol d'"oficial" a aquesta temporada, però finalment ValNet i la FPV arribaren a un acord.
La primera fase consisteix en una lliga de 8 equips, tots contra tots, en què l'objectiu és sumar el màxim de punts (3 en cas de victòria, 1 si malgrat perdre s'atansen els 50 punts al marcador). Els dos equips amb menys punts queden eliminats. En la 2a fase juguen 6 equips pel mateix sistema, d'on ixen els 4 millors. En les semifinals, d'anada i tornada, es classifiquen per a la final, jugada al millor de tres partides.

## Equips
| - Ajuntament d'Alcàsser - Víctor, Jesús i Oñate - Ajuntament de Benidorm - Genovés II, Sarasol II i Héctor - Aquagest - Ajuntament de L'Eliana - Álvaro, Solaz i Nacho (per Espínola) - Ajuntament de Pedreguer - León, Fèlix i Salva |  | - Edicima - Ajuntament de Petrer - Miguel, Grau i Raül II - Ajuntament de Sagunt - Pedro, Dani i Herrera - Ajuntament de València - Núñez, Melchor i Tino - Ajuntament de Vila-real - Colau (per Mezquita), Tato i Canari |

### Feridors
- Miguelín, Oltra i Pedrito.

### Reserves
- Escalaters:
  - Adrián I, Cervera, Colau i Primi.
- Mitgers:
  - Javi, Pere i Santi.
- Punters:
  - Aucejo, Nacho i Tomàs II.

### Galeria d'honor

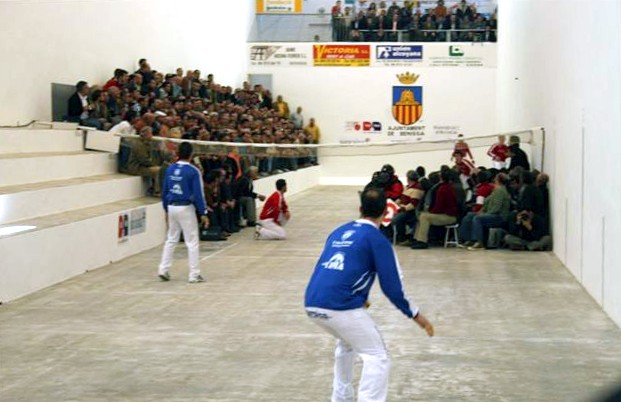
1ª final al Trinquet de Benissa

## Resultats

### 1a Fase
| Data     | Trinquet                             | Equip                           | Equip                           | Resultat |
| -------- | ------------------------------------ | ------------------------------- | ------------------------------- | -------- |
| 21/11/07 | Guadassuar                           | Mezquita, Tato i Canari         | Miguel, Grau i Raül II          | 50-60    |
| 24/11/07 | Pelayo (València)                    | Álvaro, Solaz i Nacho           | Colau, Melchor i Tino           | 60-20    |
| 25/11/07 | Trinquet de Benissa                  | Genovés II, Sarasol II i Héctor | Pedro, Dani i Herrera           | 60-45    |
| 26/11/07 | Trinquet de la Pobla                 | León, Fèlix i Salva             | Víctor, Jesús i Oñate           | 45-60    |
| 29/11/07 | Trinquet del Pla de l'Arc (Llíria)   | Mezquita, Tato i Canari         | Álvaro, Solaz i Nacho           | 15-60    |
| 30/11/07 | Sueca                                | Miguel, Grau i Raül II          | Adrián I, Melchor i Tino        | 60-45    |
| 01/12/07 | Pedreguer                            | Genovés II, Javi i Héctor       | León, Fèlix i Salva             | 60-25    |
| 02/12/07 | Sagunt                               | Pedro, Dani i Herrera           | Víctor, Jesús i Oñate           | 40-60    |
| 04/12/07 | Trinquet Tio Pena (Massamagrell)     | Mezquita, Tato i Canari         | Adrián I, Melchor i Tino        | 60-55    |
| 06/12/07 | Murla                                | Miguel, Grau i Raül II          | Genovés II, Sarasol II i Héctor | 45-60    |
| 08/12/07 | Pedreguer                            | Álvaro, Solaz i Nacho           | Víctor, Jesús i Oñate           | 60-55    |
| 09/12/07 | Trinquet de Bellreguard              | Pedro, Dani i Aucejo            | León, Fèlix i Salva             | 55-60    |
| 10/12/07 | Benidorm                             | Mezquita, Tato i Canari         | Genovés II, Sarasol II i Héctor | 60-55    |
| 13/12/07 | Trinquet del Pla de l'Arc (Llíria)   | Núñez, Melchor i Tino           | Víctor, Jesús i Oñate           | 50-60    |
| 15/12/07 | Petrer                               | Miguel, Grau i Raül II          | León, Fèlix i Salva             | 60-35    |
| 16/12/07 | L'Eliana                             | Álvaro, Solaz i Nacho           | Genovés II, Sarasol II i Héctor | 55-60    |
| 04/01/08 | Sueca                                | Colau, Javi i Canari            | Pedro, Dani i Herrera           | 60-15    |
| 05/01/08 | Pedreguer                            | Núñez, Melchor i Tino           | León, Fèlix i Salva             | 50-60    |
| 06/01/08 | Trinquet de Bellreguard              | Genovés II, Sarasol II i Héctor | Víctor, Jesús i Oñate           | 60-30    |
| 09/01/08 | Guadassuar                           | Miguel, Grau i Pedrito          | Álvaro, Solaz i Nacho           | 55-60    |
| 11/01/08 | Trinquet Salvador Sagols (Vila-real) | Colau, Tato i Canari            | León, Fèlix i Salva             | 55-60    |
| 12/01/08 | Petrer                               | Pedro, Dani i Herrera           | Núñez, Melchor i Tino           | 60-35    |
| 13/01/08 | Castalla                             | Miguel, Grau i Raül II          | Víctor, Jesús i Oñate           | 60-35    |
| 14/01/08 | Benidorm                             | Álvaro, Solaz i Nacho           | León, Fèlix i Salva             | 60-55    |
| 17/01/08 | Trinquet del Pla de l'Arc (Llíria)   | Pedro, Dani i Herrera           | Miguel, Grau i Raül II          | 30-60    |
| 18/01/08 | Sueca                                | Colau, Tato i Canari            | Víctor, Jesús i Oñate           | 55-60    |
| 19/01/08 | Pedreguer                            | Núñez, Melchor i Tino           | Genovés II, Sarasol II i Héctor | 30-60    |
| 20/01/08 | L'Eliana                             | Álvaro, Solaz i Nacho           | Pedro, Dani i Herrera           | 25-60    |

#### Classificació de la 1a Fase
| Equip | Equip                           | Punts | Partides jugades | Partides guanyades | Partides perdudes | Jocs a favor | Jocs en contra | Dif  |
| ----- | ------------------------------- | ----- | ---------------- | ------------------ | ----------------- | ------------ | -------------- | ---- |
| 1     | Genovés II, Sarasol II i Héctor | 19    | 7                | 6                  | 1                 | 415          | 290            | +125 |
| 2     | Miguel, Grau i Raül II          | 16    | 7                | 5                  | 2                 | 400          | 315            | +85  |
| 3     | Álvaro, Solaz i Espínola        | 16    | 7                | 5                  | 2                 | 380          | 320            | +60  |
| 4     | Víctor, Jesús i Oñate           | 13    | 7                | 4                  | 3                 | 360          | 370            | -10  |
| 5     | Mezquita, Tato i Canari         | 12    | 7                | 3                  | 4                 | 355          | 365            | -10  |
| 6     | León, Fèlix i Salva             | 10    | 7                | 3                  | 4                 | 340          | 400            | -60  |
| 7     | Pedro, Dani i Herrera           | 7     | 7                | 2                  | 5                 | 305          | 360            | -55  |
| 8     | Núñez, Melchor i Tino           | 3     | 7                | 0                  | 7                 | 285          | 420            | -135 |